# Rachel Smith
Rachel Renee Smith (Panama, 18 aprile 1985) è una modella statunitense incoronata Miss USA 2007.

## Biografia
Nata in una base militare statunitense a Panama, Rachel Smith è di origini per metà afroamericane e per metà europeo-americane. Nel 2002 vince il suo primo concorso di bellezza, Miss Tennessee Teen USA, che le permette di prendere parte a Miss Teen USA, dove si piazza al decimo posto e vince il titolo di Miss Photogenic.
Il 7 ottobre 2006, Rachel Smith diventa la quarta ex Miss Tennessee Teen USA a vincere il titolo di Miss Tennessee, ottenendo così il diritto di partecipare a Miss USA 2007. Il 23 marzo 2007 presso il Kodak Theatre di Los Angeles Rachel Smith diventa la seconda Miss Tennessee ad essere incoronata Miss USA. In qualità di detentrice del titolo di Miss USA, la Smith rappresenta gli Stati Uniti al prestigioso concorso Miss Universo 2007, svolto a Città del Messico il 28 maggio 2007. Alla fine della competizione Rachel Smith si classificherà in quinta posizione.
In seguito, Rachel Smith è stata protagonista del reality show di MTV ideato da Donald Trump Pageant Place insieme a Riyo Mori (Miss Universo 2007), Tara Conner (Ex Miss USA 2006), Katie Blair (Ex Miss Teen USA 2006) e Hilary Cruz (Miss Teen USA 2007), in onda ad ottobre 2007. Nell'agosto 2010 è apparsa nella trasmissione della NBC Minute to Win It, in un episodio intitolato Last Beauty Standing e dedicato alle ex reginette di bellezza. Inoltre Rachel Smith ha lavorato come reporter per E! dal 2009 al 2011, ed ha condotto la trasmissione On the Red Carpet in onda su ABC nel 2011. Inoltre affianca alla sua professione quella di produttrice nel 2013 del film televisivo Again You. Dal 2013 condurrà lo show americano Dream Album per un totale di 13 puntate.